# Чэн Хао
Чэн Ха́о (кит. трад. 程顥, упр. 程颢; 1032, Лоян — 1085) — китайский философ, педагог, один из основоположников неоконфуцианского «учения о принципе» (ли сюэ). Альтернативные имена: Чэн Бочунь, Чэн Миндао, Миндао сяньшэн.
Основные сочинения — «Дин син шу» («Письма об утверждении природы»), обращённое к другому основоположнику ли сюэ — Чжан Цзаю (1020—1078), «Ши жэнь пянь» («Очерк о познании человечности»). Сочинения Чэн Хао объединены в сборник «Миндао сяньшэн цзи» («Записки господина Миндао»). Произведения Чэн Хао и Чэн И объединены в сборники «И шу» («Унаследованные книги»), «Эр Чэн цюань шу» («Полное собрание книг братьев Чэн»).

## Биография
В молодости со своим младшим братом Чэн И (1033—1107) учился у Чжоу Дуньи (1017—1073). Прошёл через увлечение даосизмом и буддизмом школы хуаянь.
В 1057 г. получил высшую учёную степень цзиньши. Служил в провинции и в столице, состоял в свите наследника престола. Выступил против реформ Ван Аньши (1021—1086), после чего был отстранён от должности.
Более десяти лет преподавал в Лояне, где у него и брата учились Люй Далинь, Ю Цзо, Ян Ши и Се Лянцзо.

## Философия
Главная посылка философии Чэн Хао — сущностное единство человека и мироздания. Человеческую «природу» (син 性) он определил через понятие Дао: «Дао и есть природа. Искать природу за пределами дао, как и искать дао за пределами природы, было бы неверно» («И шу», цз. 1). Дао у него максимально сближено с «небесным принципом» (тянь ли 天理), лежащим в основе всего сущего. «Сердце/сознание» (синь 心) человека содержит в себе все «принципы», благодаря чему и становится возможным познание сферы «надформенного» (син эр шан 形而上).
Используя традиционную дихотомию «сути» («сущности», «субстанции» — ти 體) и «применения/ проявления» («функции» — юн 用), Чэн Хао «сутью» «деяний вышнего Неба» (шан тянь чжи цзай 上天之載 — фраза из «Ши цзина», «Ода Вэнь-вану») объявил космические перемены «принципом» этих деяний — дао, а их «применением/проявлением» — «дух»-шэнь 神, что в общих чертах соответствует космологии Чжоу Дуньи. Сферы феноменального и дофеноменального проницают друг друга, и поэтому вещи могут рассматриваться как дао (коль скоро они в нём содержатся), а дао — как вещи (поскольку оно в них действует через «дух»). Таким образом, высказывание Мэн-цзы: «тьма вещей находится во мне» в интерпретации Чэн Хао может быть истолковано и как подтверждение наличия всех «принципов» в «сердце/сознании» человека.
Энергию ци 氣 Чэн Хао относил именно к сфере феноменального («подформенного»). Так как «сутью» сферы дофеноменального являются «перемены» (предполагающие чередование дуальных космических сил инь ян), любое явление или вещь обладает своей парой.
Чэн Хао отверг монистическую концепцию своего современника и родственника, другого основоположника ли сюэ — Чжан Цзая, согласно которой энергия не нуждается в каком-либо внешнем по отношению к ней для порождения мира сущего («ци не может не собираться, образуя тьму вещей»). По мнению Чэн Хао, она является неверной, поскольку Чжан Цзай говорит лишь о мире сущего, забывая о «принципах», которые определяют существование вещей через соединение с ци («И шу», цз. 11).
Истинное познание доступно лишь «совершенной мудрости» (шэн 聖), которая потенциально содержится в каждом человеке. Субъект познания во время осуществления условий, необходимых для истинного познания, называется «учащимся» (сюэ чжэ 學者), после их осуществления — «совершенномудрым». Для осуществления процесса познания необходимо быть свободным от желаний (юй 欲). Чэн Хао считал необходимым для субъекта познания не ставить преграды между ним и миром сущего, отказаться от деления на «это» и «то». Предмет познания — «принцип», определяющий бытие каждой вещи, задача познания — постичь «принцип» и «исчерпать» («полностью реализовать» — цзинь) свою природу. Поскольку природа человека и Поднебесной едина, познание внешнего мира сливается с самопознанием. Установка, необходимая для осуществления самопознания, появляется в результате обретения «человечности» («гуманности» — жэнь 仁).
Поскольку «природа»-син субстантивирована материалообразующей энергией ци, которая у человека может быть чистой или замутненной, то различие способностей у людей, а также их дурные или добрые наклонности определяются не их изначальной «природой», а состоянием ци человека. Чтобы стать «человечным», необходимы «осмотрительность» («почтительная осторожность») — цзин 敬 и «искренность» (чэн 誠). «Осмотрительность» способствует возвращению к исконной, незамутненной человеческой «природе». Такая трактовка соотношения человеческой природы и ци представляет собой конкретизацию и уточнение соответствующей концепции Чжан Цзая. Трактовку Чэн Хао унаследовал Чжу Си, создавший подробную и аргументированную теорию о доброте изначальной природы и нейтральной, способной к изменениям как в лучшую, так и в худшую сторону, энергийной природе.
Интуитивное познание, которое становится возможным в результате обретения жэнь, имеет этический и онтологический аспекты. Тот, кто проникается «человечностью», обретает и другие качества из ряда у чан — «пяти постоянств» (до Чэн Хао остальные четыре «постоянства» — «должная справедливость» и 義, «ритуал» ли 禮, «разумность» чжи 智, «доверие/благонадежность» синь 信 — не определяли через жэнь). Чэн Хао развил учение Чжан Цзая о «человечности», состоящей в ощущении сродства со всем сущим. Познание «человечности» приводит к гармоничному взаимодействию человека с Небом и Землей. «Искренность» способствует тому, что субъект становится «одним телом» (и ти 一體) с «тьмой вещей». Такая «единосущность» возможна потому, что единый «небесный принцип» является общим для человека и всех вещей. Идеальное единство Небо и человека зависит только от последнего, его задача — проникнуться человечностью, которая обусловливает взаимоприобщение человека и вселенной.
Буддийское влияние на концепцию познания Чэн Хао проявляется, в частности, в положении о том, что в результате установления человеком космической гармонии исчезает «это» и «то», деление на субъект и объект. «Совершенной мудрости» свойственны «безмятежность и покой» (ань цзин 安静) — отсутствие страстей, спонтанное реагирование на происходящие события. Установка на познание «принципов», лежащих в основе феноменального мира, общая для братьев Чэн, также сложилась под воздействием буддизма: согласно учению школы хуаянь, между сферами «принципов» и «дел» (ши 事) иллюзорного мира не существует преград, «принцип» присутствует в каждом «деле», а «дела» содержатся в сфере «принципов». В то же время концепцию Чэн Хао, который относился к буддизму критически, кардинально отличает от буддийской философии традиционно конфуцианская установка на реальность сущего и ведущую роль человека в его упорядочении. «Человечность» — начало активного взаимодействия человека с природным и социальным космосом: человек, обладающий ею, обеспечивает и социальную гармонию.
Онтология Чэн Хао повлияла на концепцию «Великого предела» (тай цзи 太極) у Чжу Си. Утверждение сущностного единства мироздания и человека, осуществляющегося посредством «человечности», а также положение об исконном наличии «принципов» в человеческом «сердце» оказали воздействие на построения представителей конкурировавшего с чжусианством направления синь сюэ 心學 («учение о сердце»).